# Akasaka (metropolitana di Fukuoka)
Akasaka (赤坂駅?, Akasaka-eki) è una stazione della metropolitana di Fukuoka che si trova nel quartiere di Chūō. La stazione è servita dalla linea Kūkō.

## Struttura
La stazione è dotata di un marciapiede a isola con due binari passanti sotterranei.
| 1 | Linea Kūkō | per Tenjin, Hakata e Aeroporto di Fukuoka |
| 2 | Linea Kūkō | per Meinohama e Nishi-Karatsu             |

## Statistiche di utilizzo
In media, nell'anno 2014 ogni giorno gli utenti sono stati, in media, 15.507 persone.
Di seguito le statistiche degli ultimi anni:
| Anno | Passeggeri giornalieri |
| ---- | ---------------------- |
| 2001 | 12,266                 |
| 2002 | 12,207                 |
| 2003 | 12,183                 |
| 2004 | 12,237                 |
| 2005 | 11,520                 |
| 2006 | 12,152                 |
| 2007 | 12,270                 |
| 2008 | 12,669                 |
| 2009 | 12,241                 |
| 2010 | 12,421                 |
| 2011 | 12,773                 |
| 2012 | 13,088                 |
| 2013 | 13,584                 |
| 2014 | 14,022                 |
| 2015 | 15,507                 |

## Stazioni adiacenti
| «          | Servizio   | »          |
| Linea Kūkō | Linea Kūkō | Linea Kūkō |
| ---------- | ---------- | ---------- |
| Ōhorikōen  | -          | Tenjin     |